# Mona Eltahawy
Mona Eltahawy (in arabo منى الطحاوى‎?; Port Said, 1º agosto 1967) è una giornalista e attivista per i diritti delle donne musulmane egiziana naturalizzata statunitense che vive a New York. È nota come leader del movimento Mosque Me Too.
Ha scritto saggi ed editoriali per pubblicazioni in tutto il mondo, su Egitto e il mondo islamico, comprese le problematiche femminili e le questioni politiche e sociali dei musulmani. Il suo lavoro è stato pubblicato sui quotidiani The Washington Post, The New York Times, Christian Science Monitor e Miami Herald tra gli altri e per le sue analisi sul mondo islamico, è stata spesso ospite nei notiziari radiofonici e televisivi statunitensi. Il suo primo libro, Headscarves and Hymens è uscito a maggio 2015. Mona Eltahawy è riconosciuta come una delle persone che ha guidato il movimento Mosque Me Too di denuncia degli abusi sessuali sulle donne musulmane negli spazi religiosi, come le moschee.
Eltahawy ha anche parlato pubblicamente in università, tavole rotonde e incontri inter-religiosi sui diritti umani e le riforme nel mondo islamico, il femminismo e le relazioni musulmano-cristiane egiziane.

## Primi anni
Eltahawy è nata a Porto Said in Egitto. La sua famiglia si è trasferita nel Regno Unito quando aveva 7 anni e poi in Arabia Saudita quando ne aveva 15. Si è laureata all'Università Americana del Cairo nel 1990 e nel 1992 ha conseguito un master in Comunicazione con una specializzazione in giornalismo.

## Carriera
Negli anni '90, è stata corrispondente per l'agenzia di stampa Reuters al Cairo e Gerusalemme ha scritto per The Guardian , The Washington Post , l'International Herald Tribune e US News and World Report.
Si è trasferita negli Stati Uniti nel 2000 e ha ottenuto la cittadinanza americana nel 2011.
Dal 2003 al 2004, è stata la direttrice della versione in lingua araba di Women's eNews, un sito web indipendente di notizie senza scopo di lucro che tratta le questioni femminili di tutto il mondo.
Ha avuto una rubrica settimanale per la pubblicazione araba internazionale Asharq Al-Awsat con sede a Londra, dal 2004 al 2006, prima che i suoi articoli fossero interrotti dall'editore Tariq Alhomayed per essere "troppo critici" nei confronti del regime egiziano.
Il 24 novembre 2011 è stata arrestata al Cairo mentre informava sulle proteste in piazza Tahrir. È stata tenuta in custodia per 12 ore ed in seguito alla quale ha accusato coloro che l'hanno trattenuta per aggressione fisica e sessuale. Il suo braccio sinistro e la mano destra sono stati fratturati.
Il 25 settembre 2012, Eltahawy è stata arrestata per spraypainting su una pubblicità della Freedom Defense Initiative americana in una stazione della metropolitana di New York City che diceva: "In ogni guerra tra l'uomo civilizzato e il selvaggio, sostieni l'uomo civilizzato".
Il primo libro di Eltahawy, Veli e orli: Perché il Medio Oriente ha bisogno di una rivoluzione sessuale , è stato pubblicato negli Stati Uniti il 21 aprile 2015 da Farrar, Straus e Giroux. Il libro si basa su un pezzo di misoginia nella società araba che ha scritto per la politica estera nel 2012, intitolato Why Do They Hate Us.
Recentemente, nel 2022, ha pubblicato Sette peccati necessari. Manifesto contro il patriarcato edito dalla casa editrice italiana, femminista e indipendente, Le Plurali.

## Politica
Eltahawy è stata una componente del consiglio dell'Unione Progressiva Musulmana del Nord America, durante la sua esistenza, dal 2004 al 2006.
È stata fortemente critica sia del regime di Hosni Mubarak che della Fratellanza Musulmana basata sull'Egitto, riferendosi ad entrambi come a "vecchi uomini fuori dal mondo". In un'intervista del febbraio 2011, ha anche espresso la certezza che i Fratelli musulmani non potrebbero "ottenere il sostegno della maggioranza degli egiziani".
Nel 2009, secondo The Economist, Mona Eltahawy, riferendosi a Israele, ha usato la frase "l'oppio degli arabi", descrivendo "un modo inebriante per loro di dimenticare i propri errori o almeno di biasimarli su qualcun altro. I leader hanno una lunga pratica di usare Israele come pretesto per mantenere gli stati di emergenza a casa e rinviare le riforme".
Eltahawy è attiva sul fronte dei diritti delle donne nel mondo arabo, incluso il suo attacco alle mutilazioni genitali femminili. In un articolo del maggio 2012 su Foreign Policy, scrisse: "Chiamami un paese arabo, e reciterò una litania di abusi [di donne] alimentati da un mix tossico di cultura e religione che pochi sembrano disposti o in grado di districare per paura bestemmiano o si offendono". In un'intervista del 2011 si è descritta come "una musulmana femminista laica e radicale".

## Premi e riconoscimenti
- 2005 – Riconoscimento di Leader musulmano di domani da parte dell'American Society for Muslim Advancement[22]
- 2006 – Illustre Visiting Professor presso l'American University in Cairo[17]
- 2006 – Cutting Edge Prize, per il prezioso contributo alla copertura del Medio Oriente da parte della Next Century Foundation[23]
- 2009 – Samir Kassir Award for Freedom of the Press, per l'interazione con la Commissione europea[22]
- 2010 – Premio speciale per il contributo eccezionale al giornalismo da parte dell'Anna Lindh Foundation[24][25]
- 2012 – numero 258, tra Power 500 2012, Arabian Business[26]
- 2012 – numero 30, tra le "100 Most powerful Arab women" nel 2012, Arabian Business
- 2014 – Women's Media Center per la verità sulla parola al potere[27]